# SC65
SC65‏ (Prolyl 3-hydroxylase family member 4 (non-enzymatic)) هوَ بروتين يُشَفر بواسطة جين SC65 في الإنسان.